# Замък Кавур ди Сантена
Замъкът „Кавур ди Сантена“ (на италиански: Castello Cavour di Santena) е бил домът на семейството на Камило Бенсо, граф на Кавур. Намира се в град Сантена, Северна Италия и днес е един от най-важните замъци в регион Пиемонт, богат на исторически спомени, мебелировка, архиви и библиотека.

## История
Първоначално на земята, където в момента се намират вилата и прилежащата ѝ църква, има укрепление, оборудвано с кули и оградено със стени и ровове. Различни благороднически фамилии се редуват една след друга в управлението на замъка, който остава в тази си форма до началото на 18 век. През 1708 г. Карло Отавио Бенсо – бивш граф на Сантена нарежда този замък да бъде разрушен, за да се построи на негово място сегашната вила по проект на Франческо Гало – бивш архитект на Виктор Амадей II. Строителните дейности са извършени между 1712 и 1722 г.
Тъй като през 1748 г. изчезва мъжката линия на рода Бенсо ди Сантена, част от която е Карло Отавио, епископът на Торино предоставя инвеститурата на феода на племенника му Франческо Одоне Роверо ди Пралормо, което предизвика спор между него и семейство Бенсо ди Кавур. На спора е сложен край едва през 1760 г. с предоставянето на част от замъка на сем. Бенсо и е окончателно разрешен през 1777 г. с пълното прехвърляне на цялата собственост.
Между 1760 и 1770 г. замъкът е обект на реставрация и реализация на щукатурите на Ловната зала, а между 1780 и 1790 г. са поставени щукатури в Дипломатическата зала.
През 1816 г. старите къщи, поставени пред входа на замъка, са разрушени, като по този начин се получава малкият площад, който съществува и до днес. Около 1840 г. по волята на маркиз Айнардо Бенсо - племенник на Камило Бенсо и под ръководството на архитект Мелкиоре Пулчано замъкът е разширен и напълно обновен, като централният му корпус е повдигнат и двете крила са свързани.
През 1875 г., след смъртта на Айнардо Бенсо – син на маркиз Густаво Бенсо ди Кавур (по-голям брат на Камило Бенсо), замъкът е наследен от френския му братовчед Йожен дьо Руси дьо Сал. Благодарение на споразумение с новия собственик през 1876 г. маркиза Джузепина Алфиери – последната потомка на семейство Бенсо ди Кавур, успява да си върне Сантена. Нейните наследници – дъщеря ѝ Луиза Алфиери, съпруга на маркиз Емилио Висконти Веноста, и синът ѝ Джовани Мария Висконти Веноста го даряват на Община Торино. Впоследствие Маргерита Палавичино Моси – съпруга на Джовани Мария Палавичино Моси, основава Фондация „Камило Кавур“ и Центъра за кавурски изследвания „Джовани и Маргерита Висконти Веноста“.
Мемориалът на Кавур – музей, посветен на пиемонтския държавник, отваря отново врати на 17 март 2021 г. по случай 160-ата годишнина от Обединението на Италия, след дълго затваряне за реставрационни дейности.

## Зали на замъка
Замъкът е бил лятна резиденция, следователно ловна (и кралска) резиденция, така че в него изпъква обзавеждането в стил „Империя“ и това в ориенталски стил, а в изобразителния сценарий често има репродукции на животни и портрети на членове на семейството.

### Ловна зала
Ловната зала - сърцето на замъка е украсена с бели щукатури, които възпроизвеждат листа, дивеч и оръжия, завършени с добавяне на декорации, съставени от истински рога на алпийски животни, изложени като ловни трофеи. В центъра на залата има кръгла маса в стил „Империя“, диван, няколко фотьойла от плат бадера, два китайски паравана от 18 век и купа от севърски порцелан – подарък от Наполеон III на Камило Бенсо по повод Парижкия конгрес от 1856 г.

### Трапезария и Китайски салон
Комуникирайки един с друг през камуфлажна врата, в трапезарията има дванадесет платна с животни, дело на Джовани Кривели – доверен художник на Филипо Ювара. Във всекидневната екзотичният вкус от края на 18 век покрива всяка стена с боядисани копринени панели, а полилеят от муранско стъкло на тавана е от същия период.

### Кабинет „Висконти Веноста“
В стаята има копие на портрета на Кавур от Франческо Айец, висящо върху дървен боазери, на свой ред украсен с картини, изобразяващи членовете на рода Карон ди Сан Томазо и платна с квадратни рамки, изобразяващи прадядовците на Кавур по бащина линия: Микеле Антонио Бенсо и Феличита Аниезе Дория ди Чирие; самият Емилио Висконти Веноста е изобразен на голяма картина на Виторио Матео Коркос. 
Кабинетът е обзаведен през втората половина на 19 век от самия Веноста. Веноста е италиански дипломат и политик от ломбардско семейство и изгнаник в Пиемонт, който от 1859 г. става сътрудник на Кавур и се жени за една от неговите правнучки през 1876 г. – Луиза Алфиери ди Состеньо, дъщеря на Джузепина и Карло Алфиери ди Состеньо.

### Апартамент на маркиза Филипина дьо Сал
Също белязан от ориенталския стил от края на 18 век, в него преобладават тапетите от декорирана оризова хартия, покриващи стените, и голямо легло с балдахин от рисувана коприна. По стените има портрети на барон Бернхард Ото фон Ребиндер (фелдмаршал в савойската армия) и на съпругата му Кристина Маргарита ди Пиосаско ди Фейс. Стаята е свързана с параклис (наречен „прегадий“), в който има място за коленичене, олтар и копие на разпятие от 17 век, принадлежало на Св. Франциск от Сал – най-известният прародител на маркиза Филипина ди Сал. Тя е баба по бащина линия на Камило Бенсо и съпруга на Джузепе Филипо Бенсо.

### Стая „Клермон-Тонер“ и библиотека
В стаята, известна още като „Стая на епископа“, тъй като има платно, изобразяващо епископа на Лозана през 1144 г. (Св. Амадей от Клермон), мебелите са в стил „Империя“ и има фини предмети.
В библиотеката има повече от 6000 тома, като повечето от тях датират от 19 век, но има и книги, принадлежащи на предишните векове чак до 15 век. Те са на тема религия, история, литература и изкуство, и са на италиански и чужди езици.

### Спални
Спалнята на Джовани Висконти Веноста е сбор от мебели от пиемонтски и френски произход; има ценен часовник, а в камината чугунена плоча носи датата на началото на строителството на замъка: 1792 г. и герба на семейство Бенсо.
Мебелите в стаята на Камило Бенсо са същите като в Палацо „Бенсо ди Кавур“ в Торино, а от лявата страна на стаята са спомените за Аугусто Кавур, племенник на Камило, убит в битката при Гойто – част от Първата война за италианска независимост.
Спалнята на Аделаида Ласкарис е обновена с мебелите, навремето в Палацо „Бенсо ди Кавур“ в Торино, и е завършена от портрет на Аделаида и от акварел от Франческо Гонин, изобразяващ нейната агония.
Стаята на маркиза Джузепина Бенсо Алфиери ди Состеньо е просто обзаведена, но с множество картини и с два акварела на Франческо Гонин.
Зелената стая, съдържаща колекция от акварелни медни гравюри на Джузепе Пиетро Баджети, представящи изгледи от Пиемонт и Ница, носи името си от цветовете на копринената тапицерия на леглото и балдахина.

### Зала на Съвета
Голямата по размери заседателна зала, където Камило Бенсо е събирал колегите си от министерството, е свързана със замъка с тераса и е украсена с барелефи и щукатури. Характеризираща се с елинизиращ вкус, тя съдържа бюст на Кавур – подарък от тосканските патриоти по време на плебисцита, а на пода са мозаечните гербове на сем. Бенсо и на сем. Висконти Веноста.

## Кастелацо
Разположен близо до Залата на Съвета, Кастелацо се състои от назъбена кула и е единствената останка от първоначалния замък. На първия му етаж е Залата на короните (короните, които стотици италиански градове носят в знак на почит към Кавур на 25-тата годишнина от смъртта му), в която има камина с рисунките на герба на сем. Бенсо и тяхното мото „Gott will reicht" („Бог ще царува“). В съседната стая има други реликви, дошли през годините, маслинова клонка, изпратена от Мусолини през 1929 г., и още корони.

## Гробница
Обявена за национален паметник през 1911 г. по случай 50-тата годишнина от Обединението на Италия, тя се намира от лявата страна на църквата. Построена през 1715 г. от граф Карло Отавио Бенсо, съдържа тленните останки на граф Камило Бенсо ди Кавур и на много от членовете на семейството му.
Първоначално гробницата на семейство Бенсо се е намирала в църквата „Сан Франческо“ в Киери и когато наполеоновата армия разрушава църквата, семейство Бенсо построява погребална крипта под параклиса на замъка в Сантена. Фасадата на параклиса е в дорийски ордер, а вътрешните стени са покрити с мрамор, а олтарът е в бронз.

## Парк
До замъка има голям парк от 23 хектара, създаден по волята нат маркиз Микеле Бенсо ди Кавур в началото на 19 век и по проект на Ксавие Куртен. Това е типична английска градина с хълмове и извити пътеки, полезни за осигуряване на различен перспективен изглед към парка на всяка стъпка. Паркът, граничещ на юг с брега на потока Бана, е богат на местни вековни дървета, включително бук, бряст, дъб, ела и чинар със значителна височина (до 35 m).